# 第二科帕奇夫卡
49°36′52″N 26°36′59″E / 49.61444°N 26.61639°E
第二科帕奇夫卡（羅馬化：Kopachivka Druha）是位於烏克蘭西部的村莊，由赫梅利尼茨基州裡赫梅利尼茨基區的納爾凱維奇市鎮負責管轄。該村面積1.34平方公里，海拔高度308米，2001年人口154。